# Villalambrús
Villalambrús es una localidad del municipio burgalés de Valle de Losa, en la Comunidad Autónoma de Castilla y León (España). 
La iglesia está dedicada a san Andrés Apóstol.

## Localidades limítrofes
Confina con las siguientes localidades:
- Al norte con Villacián.
- Al este con Fresno de Losa.
- Al sur con Valluerca y Quintanilla, ambas localidades de la provincia de Álava.
- Al noroeste con San Martín de Losa.

## Demografía
Evolución de la población
| Gráfica de evolución demográfica de Villalambrús entre 2000 y 2021 |
|                                                                    |
| Población de derecho (2000-2021) según el padrón municipal del INE |

## Historia
Así se describe a Villalambrús en el tomo XVI del Diccionario geográfico-estadístico-histórico de España y sus posesiones de Ultramar, obra impulsada por Pascual Madoz a mediados del siglo XIX:

Lugar en la provincia, audiencia territorial, capitanía general y diócesis de Burgos (20 leguas), partido judicial de Villarcayo (7), ayuntamiento de la Junta de San Martín (1/4). Situado a la falda de una peña que divide el valle de Losa del de Valdegovia, con buena ventilación, y clima frío, pero sano; se sufren por lo común fiebres inflamatorias y constipados. Tiene 7 casas y una iglesia parroquial (San Andrés), servida por un cura párroco. El término confina N San Martín; E Fresno; S la citada peña, y O Ahedo. El terreno es de mediana calidad; su monte está poblado de hayas y pinos. Los caminos son locales. Producciones: cereales, legumbres y frutas; cría ganado lanar y cabrío. Población: 3 vecinos, 11 almas. Capital productivo: 75.000 reales. Imponible: 6.422.
Diccionario geográfico-estadístico-histórico de España y sus posesiones de Ultramar